# Purjesz Béla
Purjesz Béla (Mindszent, 1884. október 14. – Szeged, 1959. szeptember 15.) magyar orvos, szakíró, lapszerkesztő. Purjesz Imre  jogász, újságíró, lapszerkesztő testvére.

## Életútja
Purjesz Móric (Mózes) és Goldmann Cecília zsidó családban született gyermeke. A szentesi Állami Főgimnáziumban letett érettségi (1902) után a Budapesti Tudományegyetem Orvostudományi Karán szerzett diplomát (1907). 1908-tól nagybátyja, a Purjesz Zsigmond által vezetett kolozsvári Belgyógyászati Klinika gyakornoka, majd 1913-tól tanársegédje lett. 1914-ben három hónapos németországi tanulmányúton vett részt. 1915-ben a szív és vérkeringési szervek kór- és gyógytana című tárgyköréből magántanárrá habilitálták. Az első világháború alatt ezredorvosként front-, majd katonai szolgálatot teljesített. Miután az egyetemi klinikákat 1919 októberében a Kolozsváron létesített román egyetem birtokba vette, magánpraxist folytatott. Részt vett a kolozsvári felekezetközi magyar egyetem tervezetének kidolgozásában. 1920. szeptember 1-jétől Benedek Lászlóval közösen mint főszerkesztők megindították a romániai magyarság első gyógyászati közlönyét, a kéthetente megjelenő Erdélyi Orvosi Lapot, amely a 4. számától az EME Orvostudományi Szakosztályának hivatalos közlönye alcímet viseli, s címlapján 1921. december 1-jétől mindketten alapítókként szerepeltek. Purjesz Bélának három hosszabb tanulmánya és néhány szemlecikke jelent meg a lapban.
1921 nyarán Szegedre távozott, ahol mint tanársegéd részt vett a Belgyógyászati Klinika felállításában. 1926-tól adjunktus, 1931-től a Belgyógyászati Diagnosztikai Klinika igazgató professzora volt. 1944-ben tudományos eredményei miatt mentesült a zsidótörvények hatálya alól, azonban júliusban mégis deportálták. Pártfogói elérték, hogy Bécs mellől visszahozzák és az év októberéig Budapesten bujkált, majd visszatért Szegedre. 1944. november 1-jén többekkel újból megindította az egyetem életét. Az 1944/45-ös tanév 2. félévében megválasztották az Orvostudományi Kar dékánjává, az 1945//46-os tanévben az egyetem rektorává. Az 1946/47-es tanévben prorektor volt. A Szegedi Tudományegyetem 1946 októberében díszdoktorrá avatta. 1950 áprilisában nyugdíjazták.

## Munkássága
Tudományos munkássága Kolozsvárt az EME Orvostudományi Szakosztályának keretében bontakozik ki az 1910-es években: első jelentősebb dolgozatai a szakosztály Értesítőjében, valamint a Gyógyászatban, a Lechner Károly Emlékkönyvben (Kolozsvár 1915) és a Szabó Dénes Emlékkönyvben (Kolozsvár 1919) jelennek meg. Ezek többségét külföldön németül is közli. Fontosabb kutatási területei: a szív- és vérerek betegségei, a jódanyagcsere, a rosszindulatú daganatok megállapítása. Ő indítja meg Magyarországon a rendszeres sportélettani vizsgálatokat.
Nagyobb munkái:
- A cukorbetegség és az insulin (Budapest 1927)
- Der Vitamin B1 Stoffwechsel des Menschen und der Tiere unter normalen und pathologischen Zuständen (Budapest 1940)
- A belgyógyászat és határterületeinek syndromái (Budapest 1965)